# Diocesi di Abitine
La diocesi di Abitine (in latino Dioecesis Abitinensis) è una sede soppressa e sede titolare della Chiesa cattolica.

## Storia
Abitine, sito identificato con Chouhoud el-Batin, nei pressi di Medjez el-Bab (l'antica Membressa) in Tunisia, è un'antica sede episcopale della provincia romana dell'Africa Proconsolare, il cui primate era il vescovo di Cartagine.
La città è conosciuta soprattutto per i martiri di Abitina, 49 cristiani giustiziati nel 304 durante la persecuzione dell'imperatore Diocleziano ed il cui culto si diffuse in tutta l'Africa romana, soprattutto in Numidia. Del processo intentato nei confronti di questi martiri sono stati conservati gli atti.
Di questa antica diocesi africana sono noti diversi vescovi. Saturnino partecipò al concilio di Cartagine convocato il 1º settembre 256 da san Cipriano per discutere della questione relativa alla validità del battesimo amministrato dagli eretici, e figura al 64º posto nelle Sententiae episcoporum.
Fundano è il vescovo che abiurò durante le persecuzione di Diocleziano e il cui nome è legato alle vicende dei martiri di Abitina. Alla conferenza di Cartagine del 411, che vide riuniti assieme i vescovi cattolici e donatisti dell'Africa, parteciparono per parte cattolica Vittore, e per parte donatista Massimo. Gaudioso fu uno dei vescovi esiliati in Italia dal re vandalo Genserico attorno al 440 e che, secondo Cesare Baronio, che vide la sua tomba in un vecchio cimitero di Napoli, sarebbe morto nel 453. Reparato e Augustale infine presero parte a due concili cartaginesi celebrati rispettivamente nel 525 e nel 646.
Dal 1933 Abitine è annoverata tra le sedi vescovili titolari della Chiesa cattolica; dal 19 dicembre 2002 il vescovo titolare è Brian Farrell, L.C., segretario emerito del Dicastero per la promozione dell'unità dei cristiani.

## Cronotassi

### Vescovi
- Saturnino † (menzionato nel 256)
- Fundano † (menzionato nel 303 circa)
- Vittore † (menzionato nel 411)
  - Massimo † (menzionato nel 411) (vescovo donatista)
- San Gaudioso † (prima del 440 circa - circa 453 deceduto)
- Reparato † (menzionato nel 525)
- Augustale † (menzionato nel 646)

### Vescovi titolari
- Gérard Bertrand, M.Afr. † (10 giugno 1948 - 18 aprile 1950 nominato vescovo di Tamale)
- Thomas Fernando † (25 giugno 1950 - 26 giugno 1953 succeduto vescovo di Tuticorin)
- Francisco Juan Vénnera † (22 maggio 1956 - 21 settembre 1959 nominato vescovo di San Nicolás de los Arroyos)
- Wincenty Urban † (21 ottobre 1959 - 13 dicembre 1983 deceduto)
- Eduardo Picher Peña † (14 giugno 1984 - 30 novembre 2002 deceduto)
- Brian Farrell, L.C., dal 19 dicembre 2002